# انور فوق‌العاده
انور فوق‌العاده (به عربی: أنور فوق العادة) (۱۹۰۲ – ۱۹۳۵) داستان‌نویس و روزنامه‌نگار سوری بود. مجلهٔ الآمال (آرزوها) را چاپ کرد. داستان‌هایی با عنوان الفتیات (دختران)، فی الساعة الأخیرة (در ساعت پایانی) و ثمرات الثبات) از آثار ادبی اوست.